# ورق حراري

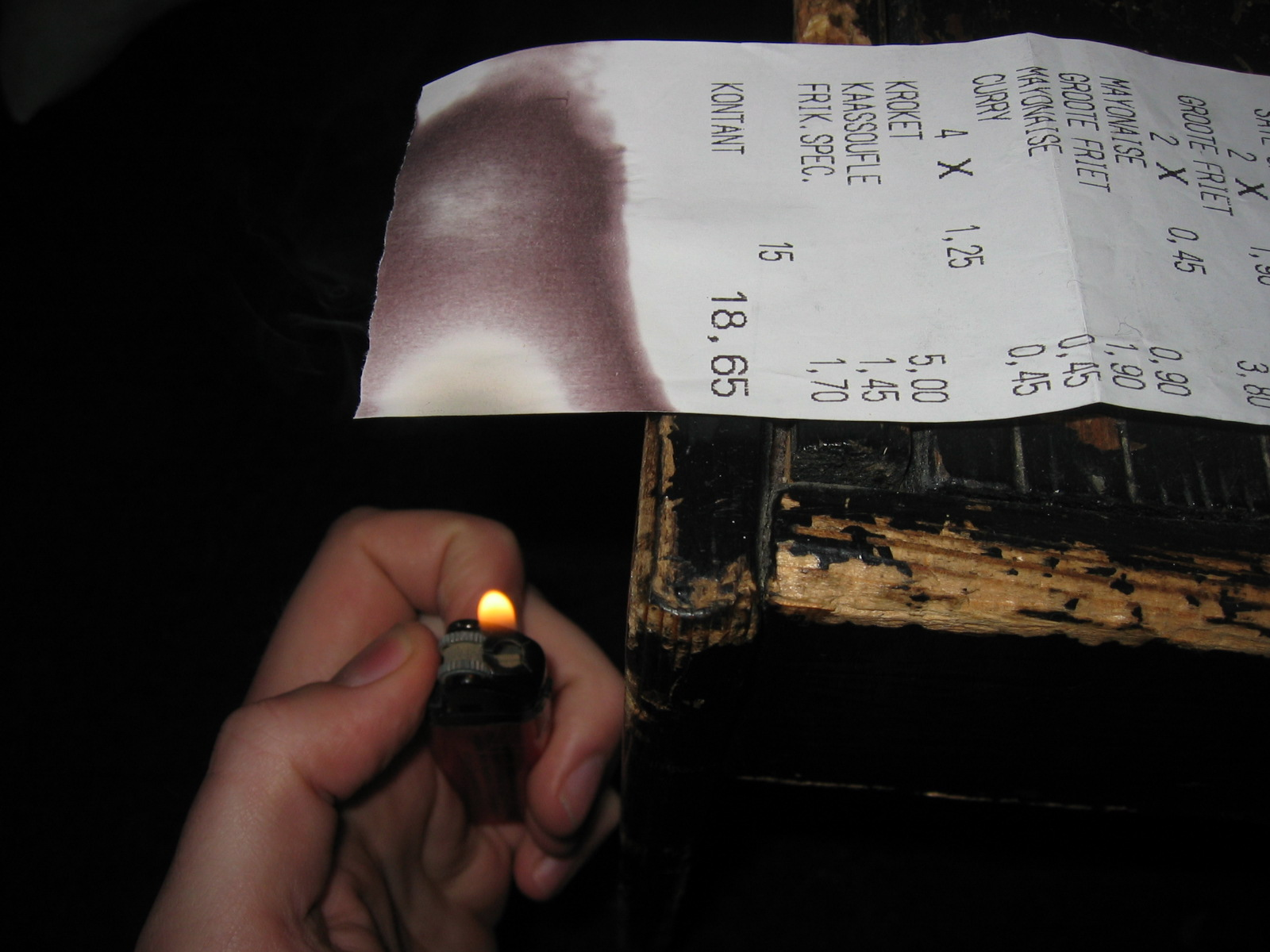
تذكرة مطبوعة على ورق حراري. ستتلون الورقة عند تعرضها لمصدر حرارة بالقرب منها.

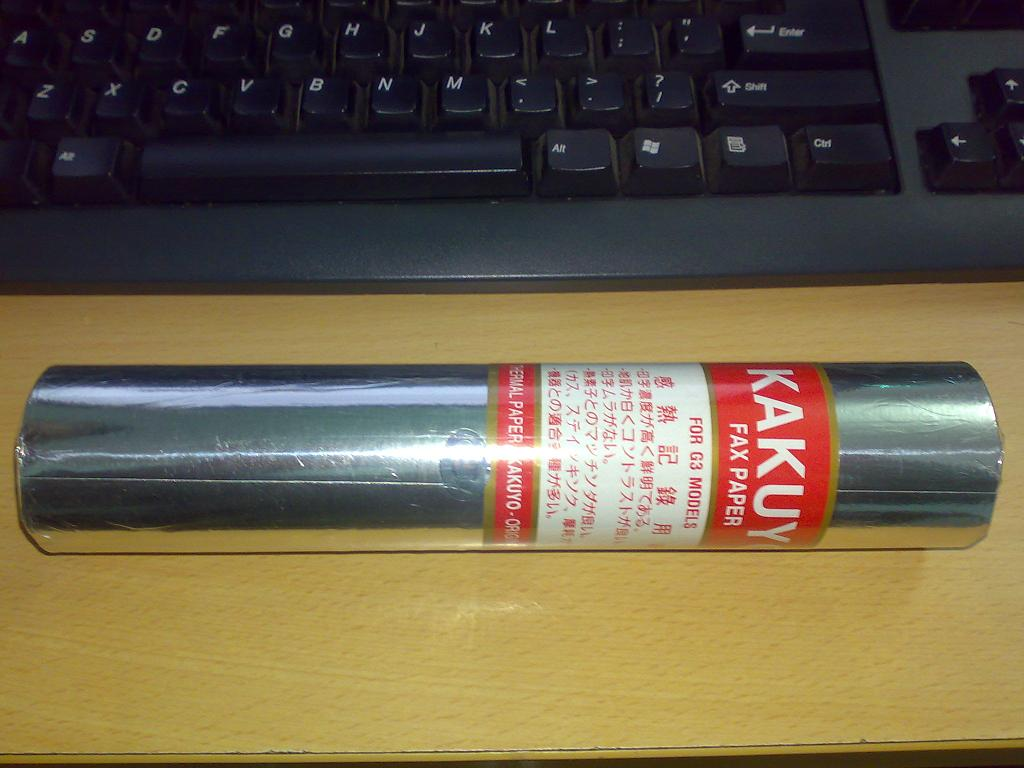
لفافة ورق لـ طابعة بالانتقال الحراري

الورق الحراري هو ورق فاخر خاص مغلف بطبقة من مادة كيميائية تقوم بتغيير لون الورق عند تعريضه للحرارة. ويستخدم الورق الحراري في الطابعات الحرارية ويستخدم بشكل خاص في الأجهزة غير باهظة الثمن أو خفيفة الوزن مثل آلات الجمع وآلات تسجيل النقد والأجهزة الطرفية لبطاقات الائتمان.
يغلف سطح الورقة بخليط صلب من الأصباغ وقالب مناسب؛ مثل مجموعة الفلوران وصبغة لالونية وحمض أوكتادسيلفوسفونيك. وعند تسخين القالب فوق نقطة الانصهار، تتفاعل الصبغة مع الحمض وتتحول إلى الشكل اللوني، ثم يتم الحفاظ على الشكل المتغير في حالة ظاهرية الاستقرار عندما يتجمد القالب لحالته الأصلية بسرعة كافية.
يتحول الغلاف عادة إلى اللون الأسود عند تعريضه للحرارة، ولكنه قد يستخدم أحيانًا الغلاف الذي يتحول إلى اللون الأزرق أو الأحمر. وحيث إن مصدر الحرارة المفتوح، مثل اللهب، قد يزيل لون الورقة، فإن طرف الإصبع الذي يمر سريعًا عبر الورقة قد يولد أيضًا حرارة تكفي لإحداث علامة نتيجة حرارة الاحتكاك.
تحتاج معظم الأوراق الحرارية المباشرة إلى غلاف علوي وقائي من أجل:
- الحد من تلاشي الصورة الحرارية نتيجة التعرض للأشعة فوق البنفسجية والماء والزيوت والشحوم وشحم الخنزير والدهون والملدنات والأسباب المشابهة
- توفير غلاف محسن لرأس الطباعة
- الحد من بقايا التغليف الحراري على رؤوس الطباعة الحرارية أو التخلص منها
- توفير مستقر أفضل لأحبار الطباعة الفلكسوغرافية المستخدمة في الأوراق الحرارية
- التركيز على الحرارة من رأس الطباعة الحرارية على الغلاف النشط.

## معلومات تاريخية
كانت شركة NCR (إن سي آر) أول من قام بمحاولات تطوير الورق الحراري المباشر الأول (باستخدام كيمياء الصبغات) وشركة 3M (باستخدام الأملاح المعدنية). وبمرور الزمان أصبحت تقنية إن سي آر رائدة في السوق، رغم أن الصورة قد تتلاشى سريعًا مقارنةً بالتقنيات الأغلى ثمنًا، ما عدا تقنية 3M المتينة.
تكساس إنسترومنتس اخترعت رأس الطباعة الحراري عام 1965, وتم طرح الجهاز الطرفي الحاسوبي Silent 700, جهاز طرفي حاسوبي مزود بطابعة حرارية، في الأسواق عام 1969. وكان جهاز Silent 700 أول نظام طباعة حراري يقوم بالطباعة على الأوراق الحرارية. وفي أثناء السبعينيات من القرن العشرين، قامت شركة هوليت-باكارد بدمج طابعات الأوراق الحرارية في تصميم سلسلة أجهزة سطح المكتب السلسة HP9800 وقامت بدمجها على قمة سلسلة الأجهزة الطرفية 2600-series CRT بالإضافة إلى أجهزة رسم المسار.
وفي السبعينيات وبداية الثمانينيات قام المنتجون اليابانيون (مثل ريوش وجيوجو وكانزاكي), باستخدام كيمياء معتمدة على الصبغات، في تكوين شراكات مع جهاز تصنيع طابعة الشفرة الخيطية (مثل تي إي سي وساتو وغيرهما) ودخلوا صناعة الشفرة الخيطية الناشئة في العالم، لا سيما في الأسواق التجارية الكبيرة. وجاهد منتجون أمريكيون، مثل أبلتون (الحاصل على رخصة من إن سي آر) وشركة ناشوا وجرافيك كنترو], للحصول على حصة من هذا السوق. ولقد أصبحت جهات إنتاج رائدة في مجال الملصقات الحساسة للضغط مثل إيفري دينيسون من كبار مستهلكي الورق الحراري المباشر في تطبيقات الملصقات.
في نهاية الثمانينيات وبداية التسعينيات من القرن العشرين، بدأ النقل الحراري والطباعة بالليزر والتصوير الجاف، وإلى حد قليل، الطباعة النافثة للحبر في استخدام تطبيقات الشفرة الخيطية في المخازن والاستخدامات الصناعية لقدرتها على التحمل بصورة أفضل. ولقد حققت الأوراق الحرارية المباشرة مكانة قوية في إيصالات منافذ البيع (مثل مضخات البنزين، وآلات تسجيل النقد وإيصالات تأجير السيارات وما إلى ذلك).
وفي أثناء عام 1998, استخدمت شركة نينتندو تقنية الورق الحراري في طابعة جيم بوي.
وفي عام 2006, قام قسم Systemedia في شركة إن سي آر بطرح تقنية حرارية ثنائية الوجه أطلق عليها اسم "2ST"

## مشكلات الصحة والبيئة
تغلف بعض الأوراق الحرارية بطبقة من ثنائي فينول أيه، وهي مادة كيميائية تعتبر مدمرة للإفراز الذاتي. وهذه المادة قد تلوث الأوراق المعاد تدويرها. وتنتقل تلك المادة على الفور إلى البشرة بكميات قليلة:

## وصلات خارجية
- Texas Instruments-Computers & Software and Industrial Controls
- Silent 700 Electronic Data Terminals, 1976(نسق المستندات المنقولة)